# Agauria littoralis
Agauria littoralis là một loài thực vật có hoa trong họ Thạch nam. Loài này được (DC.) H. Perrier mô tả khoa học đầu tiên năm 1934.